# میشل ریو
میشل ریو (به فرانسوی: Michel Rio) نویسنده و رمان‌نویس قرن بیستم میلادی اهل فرانسه است.
وی بزرگ شده ماداگاسکار بوده و در دانشگاه نشانه‌شناسی خوانده‌است. اولین رمان ریو در سال ۱۹۷۲ منتشر شد و او بیش از خود فرانسه در ورای مرزهای این کشور محبوب و شناخته شده‌است.